# Hopeless Records
Hopeless Records — независимый лейбл звукозаписи, расположенный в Ван-Найс, Лос-Анджелес, Калифорния. Лейбл был основан в 1993 году Луисом Позеном и профинансирован группой частных инвесторов. Несмотря на то, что основатель Hopeless Records главным образом рассматривал его как панк-рок-лейбл, наличие лейбла, выпускающего различные жанры музыки, было частью его видения.

## Примечательные исполнители
- Enter Shikari
- Silverstein
- Yellowcard
- Against All Authority
- All Time Low
- Amber Pacific
- Atom and His Package
- Bayside
- Common Rider
- Digger (группа)
- Dillinger Four
- Ever We Fall
- Falling Sickness
- Fifteen
- Funeral Oration
- Guttermouth
- Jeff Ott
- Kaddisfly
- Mêlée
- Mustard Plug
- Nural
- Royden
- Samiam
- Scared of Chaka
- Stand Atlantic[1]
- Sum 41
- The Queers
- The Weakerthans
- The Human Abstract
- Sylar
- Emarosa
- Waterparks
- Neck Deep

## Бывшие исполнители
- Avenged Sevenfold (2001—2004; перешли на Warner Bros. Records)
- Heckle (1997)
- Thrice (Sub City, 2001—2003; перешли на Island Records)

## Компиляции
- Hopelessly Devoted To You Vol. 1
- Hopelessly Devoted To You Vol. 2
- Hopelessly Devoted To You Vol. 3
- Hopelessly Devoted To You Vol. 4
- Hopelessly Devoted To You Vol. 5
- Hopelessly Devoted To You Vol. 6